# Regumiel de la Sierra
Regumiel de la Sierra es un municipio y localidad situados en la provincia de Burgos, comunidad autónoma de Castilla y León (España), comarca de La Demanda y Pinares, partido judicial de Salas de los Infantes, cabecera del ayuntamiento de su nombre.

## Geografía
Situada al sureste de la provincia de Burgos, es uno de los municipios de la comarca de la La Demanda y Pinares y de la comarca natural de Pinares Burgos-Soria. Y colindante con: Canicosa de la Sierra, Neila, Quintanar de la Sierra, Duruelo de la Sierra y El Amogable, paraje perteneciente a Soria capital. Por su término municipal transita  el río Gumiel o Zumel, da nombre a una villa en la que los dinosaurios, durante el cretácico inferior dejaron su huella. Desde el siglo XV sus carreteros gozaron de privilegios reales y en 1792 estos privilegios se extendieron a la tala de 2500 pinos, conocida como la corta, suficientes para la subsistencia de sus vecinos. El pueblo está enmarcado entre un conjunto de sierras, entre ellas la sierra de Neila y la sierra de Urbión. Se puede decir que Regumiel es la zona de transición entre esas dos sierras.

### Parajes naturales
- Covarnantes. Cueva histórica que sirvió de refugio y cuartel general al famoso sacerdote y guerrillero Cura Merino hacia el año 1811. Después él mismo volvería al pueblo durante la primera guerra carlista en 1833.

- La Umbria.

- Peña Triguera.

- Muñalba.

- Cumbre Triguera.

- Taza Plata. Es una fuente situada al norte de su término a la cual se accede por la pista forestal Triguera.

### Comunicaciones
En la carretera autonómica CL-117, que comunica Quintanar de la Sierra con Duruelo de la Sierra.

## Demografía
Regumiel de la Sierra cuenta con una población de 298 habitantes (INE 2024).
| Gráfica de evolución demográfica de Regumiel de la Sierra entre 1842 y 2021 |
| |
| Población de derecho según los censos de población del INE. Población de hecho según los censos de población del INE.En este censo se denominaba Regumiel: 1842. Entre el censo de 1930 y el anterior, aparece este municipio porque se segrega del municipio Canicosa de la SIerra. Entre el censo de 1857 y el anterior, este municipio desaparece porque se integra en el municipio Canicosa de la Sierra. |

## Monumentos y lugares de interés
- Iglesia de San Adrián Mártir. Incendiada por los franceses en la Guerra de la Independencia el 16 de diciembre de 1811, pero se reconstruyó casi en su totalidad. Pueden verse los disparos en la torre del campanario.

- Necrópolis medieval junto a la iglesia parroquial.

- Huellas de dinosaurios en el paraje de 'La Muela'.

- Parque de 'Los Dinosaurios' en el barrio de Las Ventas.

- Plaza Mayor de la villa con el tradicional frontón serrano.

- Actualmente en la iglesia se han hecho unas excavaciones en las cuales han aparecido más restos humanos e incluso más de un centenar de huellas de dinosaurio. Esta necrópolis alto medieval es una de las más grandes de toda Europa, ya que posee unas 120 tumbas excavadas sobre un risco. Merece la pena visitarla debido a su buen estado de conservación.

## Personalidades
- Valentín Pablo Ruiz, jurista, doctor en Derecho y autor de varios libros.

## Cultura

### Tradiciones y festividades
- Pingada del mayo: Aunque esta tradición ya no se siga celebrando en el mes de mayo, pasó a celebrarse al comienzo de las fiestas patronales.

- Reparto de Caldereta Serrana: Plato típico de la zona de la sierra que se suele servir en el paraje de 'Las Ventas' en las fiestas de San Adrián Mártir. Sus ingredientes suelen ser carne y verduras.

- Desfile de carrozas después del pregón mediante el cual los escenarios de estas son los propios camiones de la localidad en los que los zumelinos se disfrazan y decoran los camiones con algún tema concreto.

- Quintos: se reúnen a los mozos y mozas que cumplen 17, 18 y 19 años el Sábado Santo de cada año.

- Elección de las reinas, damas y alcaldes de mozos de San Adrián. Durante la festividad del Sagrado.

- Semana Santa: es muy vivida en la localidad zumelina. Es muy representativa la procesión del Santo Entierro el Viernes Santo y la procesión del Resucitado el Domingo de Resurrección. Pero lo más destacado es la subasta de los banzos, antes de la procesión del Santo Entierro y la subasta de la quita del manto a la Virgen en la plaza el Domingo de Resurrección cuando se juntan el Resucitado y la Virgen en la plaza anteriormente citada.

- Cofradías: Vera Cruz, Dulce Nombre de Jesús, Nuestra Señora del Carmen (fundada en el siglo XVIII, es la más antigua de la localidad), Sagrado Corazón de Jesús y San Cristóbal (cofradía de los camioneros de la localidad).

- San Adrián: es la fiesta más antigua del pueblo. Anteriormente se celebraban las vísperas, san Adrián y san Adrianito los días 7, 8 y 9 de septiembre respectivamente. Desde la década de 1980 las fiestas pasaron a finales de agosto celebrándose siempre las vísperas en miércoles con la pingada del mayo y el pregón, san Adrián el jueves, san adriaito el viernes, caldereta el sábado y jubilados el domingo, además del día de los mozos.

- Día de los Mozos: es parte de la fiesta de San Adrián. Se celebra el primer sábado después de la fiestas y corre a cuenta de los mozos. Hay caldereta y verbena. Se viene haciendo muchos años atrás.

- Sagrado Corazón dé Jesús: antiguamente la fiesta duraba 3 días y ahora se reduce a uno. Se celebra en un sábado de junio dependiendo del Corpus Christi. Hay verbena y juegos tradicionales. También se procesiona la imagen del Sagrado.

- Nuestra Señora del Carmen (16 de julio): los cofrades procesionan la imagen de la Virgen por las calles del pueblo.

- San Cristóbal (10 de julio): el sábado más cercano a la festividad del santo se saca en procesión al patrón de los conductores. Camiones engalanados, coches, motos y bicicletas pasan ante la imagen del santo para ser bendecidos año tras año. Acto seguido la cofradía de los camioneros organiza una comida.

- Dulce Nombre de Jesús (enero): un domingo de enero se celebra la fiesta del Dulce. Los cofrades procesionan la imagen del Santo Niño por las calles, mientras le bailan las típicas jotas serranas.